# Primelephas
Genre
Primelephas est un genre éteint de la famille des Éléphantidés. Il correspond au premier représentant de la lignée évolutive qui a conduit aux éléphants véritables, parmi lesquels on compte les mammouths et les éléphants actuels. Il vivait à la fin du Miocène et au début du Pliocène.
L'espèce type de ce genre est Primelephas gomphoteroides Maglio, 1970, proche du Gomphotherium. La seule autre espèce attribuée à ce genre est Primelephas korotorensis (Coppens, 1965), initialement placée dans le genre Stegodon.
Primelephas ressemblait déjà beaucoup aux éléphants actuels mais il portait des défenses à la mâchoire inférieure comme à la supérieure. Ses molaires présentaient déjà la structure en lamelles typique des éléphants véritables. Sa trompe était déjà très longue.
Primelephas vivait dans les forêts denses d'Afrique de l'Est et avait la grandeur des éléphants de forêt actuels.

## Systématique
Le genre Primelephas a été créé en 1970 par le paléontologue américain Vincent J. Maglio (d),.

## Étymologie
Le nom générique, Primelephas, signifie « le premier éléphant ».

## Publication originale
- (en) Vincent J. Maglio, « Four new species of elephantidae from the Plio-Pleistocene of northwestern Kenya », Breviora, Cambridge, Musée de Zoologie comparée,‎ 15 janvier 1970, p. 1-43 (ISSN 0006-9698 et 1938-2979, OCLC 1415078, lire en ligne).